# Herman de Celje
Herman de Celje, cunoscut și sub numele de Armand de Celje (în germană Hermann von Cilli; n. 1383, Celje, Slovenia – d. 13 decembrie 1421, Celje, Slovenia), a fost episcop de Freising între 1412 și 1421 și numit Episcop de Trento în 1421.

## Biografie

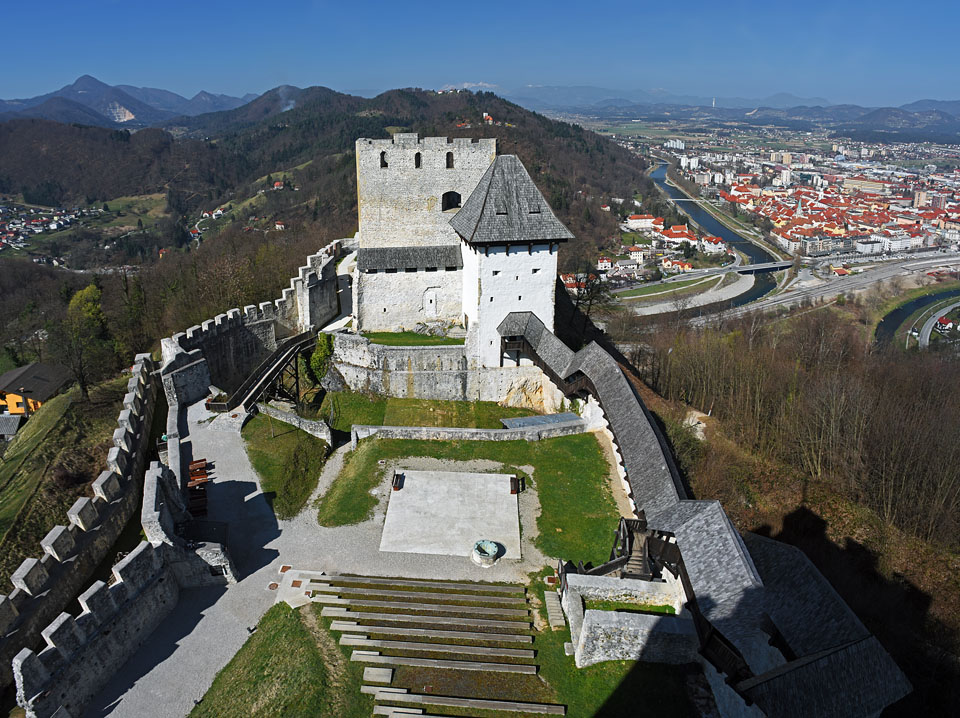
Castelul Celje

Herman de Celje a fost fiul nelegitim (ulterior legitimat) al contelui Herman al II-lea din familia conților de Celje a căror reședință ancestrală era Castelul Celje din Marca Vindica (astăzi în Slovenia).
În 1408 regele Sigismund de Luxemburg s-a căsătorit cu Barbara de Celje, fiica cea mică a contelui Herman al II-lea, care îi salvase viața în Bătălia de la Nicopole. Herman al II-lea a devenit unul dintre cei mai importanți consilieri ai regelui Sigismund. Ca urmare a influenței tatălui său, Herman a devenit Episcop de Freising.
Herman studia la Bologna în perioada în care antipapa Ioan al XXIII-lea l-a numit Episcop de Freising la 26 iulie 1412. Deoarece era prea tânăr pentru hirotonirea episcopală, a fost emisă o dispensă papală care i-a permis să conducă Arhidieceza de Freising. El a trebuit să împrumute de la tatăl său suma de 10 000 de guldeni necesară achitării taxei datorate pentru funcția primită (ceea ce reprezenta o treime din venitul anual ecleziastic). La 8 septembrie 1413 Herman a fost uns episcop.

Mormântul lui Herman de Celje (1383–1421) în Catedrala Sf. Daniel din Celje

Între 1414 și 1418 Herman a participat activ la Conciliul de la Konstanz, unde a reprezentat interesele lui Sigismund de Luxemburg devenit deja împărat romano-german.
În vara anului 1419 Herman a încheiat o alianță cu Arhiepiscopia de Salzburg pentru a proteja drepturile de imunitate spirituală convenind acordarea de asistență reciprocă împotriva principilor teritoriali.
Datorită bunelor relații ale familiei sale cu Sigismund de Luxemburg, Herman a fost numit Episcop de Trento de papa Martin al V-lea la 29 martie 1421, funcție rămasă vacantă la moartea episcopului George de Liechtenstein în august 1419. Totuși, papa Martin al V-lea a trebuit să retragă această numire pe 13 septembrie 1421 deoarece colegiul preoților Catedralei din Trento nu acceptase numirea, motivul fiind o afecțiune gravă a lui Herman (probabil o hernie inghinală). Ca urmare, pentru a putea deveni Episcop de Trento, el a călătorit la sfârșitul toamnei la Celje unde s-a supus unei operații căreia nu i-a supraviețuit. Herman a murit pe 13 decembrie 1421 și a fost înmormântat în biserica parohială - actuala Catedrală „Sf. Daniel” din Celje.